# 69-й истребительный авиационный полк
69-й истребительный авиационный Краснознамённый полк (69-й иап) — воинская часть Военно-воздушных сил (ВВС) РККА СССР, принимавшая участие в боевых действиях Великой Отечественной войны. В марте 1942 года за образцовое выполнение боевых задач и проявленные при этом мужество и героизм полк преобразован в 9-й гвардейский истребительный авиационный полк.

## Наименования полка
За весь период своего существования полк несколько раз менял своё наименование:
- 69-й истребительный авиационный полк[1];
- 69-й истребительный авиационный Краснознамённый полк[1];
- 9-й гвардейский истребительный авиационный Краснознамённый полк[1];
- 9-й гвардейский истребительный авиационный Одесский Краснознамённый полк[1];
- 9-й гвардейский истребительный авиационный Одесский Краснознамённый ордена Суворова полк[1];
- 9-й гвардейский истребительный авиационный Одесский Краснознамённый ордена Суворова полк ПВО[1];
- 9-й гвардейский истребительный авиационный Одесский Краснознамённый ордена Суворова полк ВВС Узбекистана[1];
- 62-й гвардейский истребительный авиационный Одесский Краснознамённый ордена Суворова полк ВВС Узбекистана[1];
- Полевая почта 21842[1].

## Боевой путь полка
Полк был сформирован 13 сентября 1939 года на аэродроме Мокрая города Запорожье на базе шестой истребительной авиаэскадрильи 1-го тяжелобомбардировочного авиационного полка 3-й авиационной армии особого назначения, а также лётного и технического состав ещё трёх эскадрилий той же армии. Закончив укомплектование эскадрилий и формирование служб, полк получил приказ перелететь на постоянное место базирование в Одессу, на Школьный аэродром № 1. 10 апреля 1940 года полк вошёл в состав 43-й истребительной авиабригады ВВС Одесского военного округа.
С 28 июня по 9 июля 1940 года полк в составе 43-й истребительной авиабригады ВВС 9-й армии Южного фронта принимал участие в освобождении Бессарабии на самолётах И-16. 1 августа 1940 года 43-я истребительная авиабригада переформирована в 21-ю смешанную авиадивизию ВВС Оесского военного округа.
На 22 июня 1941 года полк в составе 21-й смешанной авиационной дивизии ВВС Одесского военного округа (с началом войны преобразованы в ВВС Южного фронта) вступил в боевые действия против фашистской Германии и её союзников на самолётах И-16. Полк имел на вооружении 70 самолётов И-16 (в том числе 20 неисправных), а также 5 самолётов МиГ-3, для полётов на которых лётчики ещё не были подготовлены. С 22 июня 1941 года по 26 июля 1941 года участвовал в приграничных сражениях в Молдавии.
Первая известная воздушная победа полка в Отечественной войне одержана 24 июня 1941 года: майор Шестаков Л. Л., пилотируя И-16, в воздушном бою в районе Кишинёва сбил бомбардировщик противника Junkers Ju 88.
С июля 1941 года полк действовал в составе ВВС Приморской армии. С конца июля по 14 октября 1941 года полк участвовал в обороне Одессы на самолётах И-16, являясь единственным авиаполком Одесского оборонительного района. С конца августа до начала октября в составе полка действовала группа прикомандированных лётчиков ВВС Черноморского флота на самолётах И-16 и Як-1. За время обороны Одессы полк выполнил 6600 боевых вылетов, провёл 575 воздушных боёв, 3500 штурмовок, уничтожил 124 вражеских самолёта, не считая огромного урона, который полк нанёс противнику в живой силе и технике на земле.
С 15 по 29 октября 1941 года полк вместе с другими частями Приморской армии после эвакуации из Одессы находился в Крыму, боевой работы не вёл. В конце октября 1941 года выведен в Кировабад на переформирование в 11-й запасной истребительный авиационный полк. На вооружение получил истребители ЛаГГ-3. Здесь же из состава полка выделен ещё один полк — 69-й «А» истребительный авиационный полк.
10 февраля 1942 года за образцовое выполнение боевых заданий командования на фронте борьбы с немецкими захватчиками и проявленные при этом доблесть и мужество Указом Президиума ВС СССР полк награждён орденом Красного Знамени.
| И-15 бис | И-153 | И-16 |

69-й истребительный авиационный Краснознамённый полк 7 марта 1942 года за образцовое выполнение боевых задач и проявленные при этом мужество и героизм Приказом НКО СССР № 70 от 7 марта 1942 года переименован в 9-й гвардейский истребительный авиационный Краснознамённый полк.
Всего в составе действующей армии полк находился с 22 июня 1941 года по 29 октября 1941 года.

## Командиры полка
- майор Баранов Павел Николаевич[3], 08.1939 - 01.1941
- майор Марьинский Алексей Николаевич[1], 01.1941 — 10.08.1941.
- майор, подполковник Шестаков Лев Львович[1], 10.08.1941 — 07.03.1942.

## В составе соединений и объединений
| Период        | Фронт (округ)          | армия                      | корпус                         | дивизия                                       | примечание |
| ------------- | ---------------------- | -------------------------- | ------------------------------ | --------------------------------------------- | --- |
| 01.09.1939 г. | Одесский военный округ | ВВС округа                 |                                |                                               | ст. Мокрая (г. Запорожье), И-16 |
| 10.04.1940 г. | Одесский военный округ | ВВС округа                 |                                | 43-я истребительная авиационная бригада       | И-16 |
| 28.06.1940 г. | Южный фронт            | 9-я армия                  | ВВС 9-й армии                  | 43-я истребительная авиационная бригада       | И-16 |
| 10.07.1940 г. | Одесский военный округ | 9-я армия                  | ВВС 9-й армии                  | 43-я истребительная авиационная бригада       | И-16 |
| 01.08.1940 г. | Одесский военный округ | 9-я армия                  | ВВС 9-й армии                  | 21-я смешанная авиационная дивизия            | И-16 |
| 22.06.1941 г. | Южный фронт            | ВВС фронта                 |                                | 21-я смешанная авиационная дивизия            | И-16, имел в боевом составе 70 И-16 (из них 20 неисправных) и 5 МиГ-3, не освоенных лётным составом |
| 19.07.1941 г. | Южный фронт            | Приморская армия           | ВВС Приморской армии           |                                               | И-16, МиГ-3 |
| 19.08.1941 г. | Южный фронт            | Отдельная Приморская армия | ВВС Отдельной Приморской армии |                                               | И-16, с начала месяца по 14.10.1941 г. участвовал в обороне Одессы, являясь единственным авиаполком Одесского оборонительного района. С конца августа до начала октября в составе полка действовала группа прикомандированных лётчиков ВВС Черноморского флота на И-16 и Як-1 |
| 15.10.1941 г. | Южный фронт            | Отдельная Приморская армия | ВВС Отдельной Приморской армии |                                               | Вместе с другими частями Приморской армии после эвакуации из Одессы находился в Крыму, боевой работы не вёл |
| 30.10.1941 г. | Закавказский фронт     | ВВС фронта                 |                                | 11-й запасной истребительный авиационный полк | г. Кировабад, переформирован по штату 015/174 и переучился на ЛаГГ-3 |
| 07.03.1942 г. | Закавказский фронт     | ВВС фронта                 |                                | 11-й запасной истребительный авиационный полк | преобразован в 9-й гв. иап |
| 10.06.1942 г. | Закавказский фронт     | ВВС фронта                 |                                | 11-й запасной истребительный авиационный полк | г. Кировабад, окончил переучивание на ЛаГГ-3 |

## Награды полка
10 февраля 1942 года за образцовое выполнение боевых заданий командования на фронте борьбы с немецкими захватчиками и проявленные при этом доблесть и мужество Указом Президиума Верховного Совета СССР «О награждении войсковых частей Красной Армии» 69-й истребительный авиационный полк был награждён орденом Красного Знамени.

## Отличившиеся воины
- Асташкин, Михаил Егорович, капитан, командир эскадрильи 69-го истребительного авиационного полка Отдельной Приморской армии Указом Президиума Верховного Совета СССР от 10 февраля 1942 года удостоен звания Героя Советского Союза (посмертно).
- Елохин, Агей Александрович, старший лейтенант, командир эскадрильи 69-го истребительного авиационного полка 21-й смешанной авиационной дивизии Южного фронта Указом Президиума Верховного Совета СССР от 10 февраля 1942 года удостоен звания Героя Советского Союза. Золотая Звезда № 987.
- Королёв, Иван Георгиевич, лейтенант, командир звена 69-го истребительного авиационного полка 21-й смешанной авиационной дивизии Южного фронта Указом Президиума Верховного Совета СССР от 10 февраля 1942 года удостоен звания Героя Советского Союза. Золотая Звезда № 984.
- Куница, Семён Андреевич, старший политрук, военный комиссар эскадрильи 69-го истребительного авиационного полка 21-й смешанной авиационной дивизии ВВС Отдельной Приморской армии Южного фронта Указом Президиума Верховного Совета СССР от 10 февраля 1942 года удостоен звания Героя Советского Союза (посмертно).
- Маланов Алексей Алексеевич, старший лейтенант, командир звена 69-го истребительного авиационного полка 21-й смешанной авиационной дивизии Южного фронта Указом Президиума Верховного Совета СССР от 10 февраля 1942 года удостоен звания Героя Советского Союза (посмертно).
- Полоз Пётр Варнавович, старший лейтенант, командир авиационной эскадрильи 69-го истребительного авиационного полка Отдельной Приморской армии Указом Президиума Верховного Совета СССР от 10 февраля 1942 года удостоен звания Героя Советского Союза. Золотая Звезда № 983.
- Рыкачёв, Юрий Борисович, капитан, помощник командира 69-го истребительного авиационного полка Отдельной Приморской армии Указом Президиума Верховного Совета СССР от 10 февраля 1942 года удостоен звания Героя Советского Союза. Золотая Звезда № 982.
- Серогодский Василий Александрович, лейтенант, командир звена 69-го истребительного авиационного полка 21-й смешанной авиационной дивизии Южного фронта Указом Президиума Верховного Совета СССР от 10 февраля 1942 года удостоен звания Героя Советского Союза. Золотая Звезда № 986.
- Топольский, Виталий Тимофеевич, лейтенант, адъютант эскадрильи 69-го истребительного авиационного полка Отдельной Приморской армии Указом Президиума Верховного Совета СССР от 10 февраля 1942 года удостоен звания Героя Советского Союза (посмертно).
- Череватенко, Алексей Тихонович, старший лейтенант, командир звена 69-го истребительного авиационного полка Отдельной Приморской армии Указом Президиума Верховного Совета СССР от 10 февраля 1942 года удостоен звания Героя Советского Союза. Золотая Звезда № 985.
- Шестаков, Лев Львович, майор, командир 69-го истребительного авиационного полка Отдельной Приморской армии Указом Президиума Верховного Совета СССР от 10 февраля 1942 года удостоен звания Героя Советского Союза. Золотая Звезда № 988.
- Шилов, Михаил Ильич, лейтенант, лётчик 69-го истребительного авиационного полка Отдельной Приморской армии Указом Президиума Верховного Совета СССР от 10 февраля 1942 года удостоен звания Героя Советского Союза (посмертно).

## Итоги боевой деятельности полка
Всего за период с 22 июня по 15 октября 1941 года полком:
| Выполнено боевых вылетов | Сбито самолётов в воздухе | Уничтожено самолётов всего |
| ------------------------ | ------------------------- | -------------------------- |
| 6603                     | 213                       | 244                        |

Свои потери:
| Потеряно самолётов, всего | Погибло лётчиков всего |
| ------------------------- | ---------------------- |
| 94                        | 115                    |

## Самолёты на вооружении
| Период      | Самолёты |
| ----------- | -------- |
| 1939 — 1941 | И-16     |
| 1941 — 1941 | МиГ-3    |
| 1941 — 1942 | Як-1     |
| 1942 — 1942 | ЛаГГ-3   |

## Память
- Памятный знак в честь лётчиков полка установлен в сквере Героев-Лётчиков в Одессе. Памятник изображает звено истребителей — трёх лётчиков, несущихся сквозь облака навстречу врагу.
- Имена лётчиков полка М.Е. Асташкина, В.Т. Топольского, А.А. Маланова, С.А. Куницы, М.И. Шилова присвоены улицам и переулкам Одессы.